# Mateja Bulut
Mateja Bulut (* 26. Februar 1992 in Đakovo) ist eine kroatische Fußballnationalspielerin.

## Leben
Bulut wurde in Djakovo geboren und besuchte dort von 2008 bis 2010 die Handelsschule „Obrtničke škole Antuna Horvata Đakovo“. Anschließend besuchte sie bis zum Beginn ihrer Seniorenkarriere im Sommer 2011 die Zajednica športskih udruga Grada Osijeka.

### Fußballkarriere

#### Im Verein
Bulut begann ihre Karriere in der Jugend des NK Croatia Đakovo, in der sie mit den Jungen spielte. Seit 2011 steht sie beim kroatischen Verein ŽNK Osijek unter Vertrag.

#### In der Nationalmannschaft
Ihr Länderspieldebüt für die kroatische Nationalmannschaft gab sie am 22. Oktober 2011 gegen die Auswahl der Niederlande.

### Futsal-Karriere
Bulut ist neben ihrer aktiven Fußballkarriere auch in der Halle am Ball; sie steht als Futsalspielerin beim kroatischen Verein NTK Donji Miholjac unter Vertrag.